# Cyrtophorus verrucosus
Cyrtophorus verrucosus là một loài bọ cánh cứng trong họ Cerambycidae.